# La Belle Nivernaise
Pour plus de détails, voir Fiche technique et Distribution.
La Belle Nivernaise est un film français muet, réalisé par Jean Epstein, sorti en 1924.

## Synopsis
Victor, qui a été recueilli par Louveau, le patron de la péniche « La Belle Nivernaise », tombe amoureux de Clara, la fille de son père adoptif. Un rival, L'Équipage, s'interpose. Victor retrouve son véritable père, Maugendre, et les deux jeunes gens sont séparés. Ils sont finalement réunis grâce à Maugendre qui offre un bateau à son fils.

## Fiche technique
- Titre : La Belle Nivernaise
- Réalisation : Jean Epstein
- Adaptation : Jean Epstein, d'après la nouvelle d'Alphonse Daudet (1886)
- Photographie : Paul Guichard et Léon Donnot
- Montage : Jean Epstein et René Alinat
- Société de production : Pathé Frères
- Société de distribution : Pathé Consortium Cinéma
- Pays de production : France
- Format : Noir et blanc - 1,33:1 - 35 mm - Film muet
- Genre : Comédie dramatique
- Durée : 69 minutes
- Date de sortie : 5 janvier 1924

## Distribution
- Blanche Montel : Clara Louveau
- Maurice Touzé : Victor Maugendre
- Pierre Hot : François Louveau, le patron de la Belle Nivernaise
- Marie Lacroix : la mère Louveau
- David Evremond : le père Maugendre
- Max Bonnet : un marinier de l'Equipage
- Pierre Ramelot : un marinier
- Georges Charlia : un marinier
- Roger Chantal : un marinier